# Sex, Love and Rock 'n' Roll
Sex, Love and Rock 'n' Roll är ett musikalbum av den amerikanska punkrockgruppen Social Distortion, släppt den 28 september 2004.
Det var gruppens första studioalbum på åtta år, sedan White Light, White Heat, White Trash 1996, det längsta uppehållet mellan två album av gruppen dittills. Gitarristen Dennis Danell, jämte frontmannen Mike Ness bandets enda konstanta medlem, hade avlidit 2000, 39 år gammal. Han ersattes på albumet av Jonny Wickersham. Man hade också en ny trummis, Charlie Quintana.

## Låtlista
Samtliga låtar skrivna av Mike Ness, om annat inte anges.
1. "Reach for the Sky" - 3:32
2. "Highway 101" - 3:45
3. "Don't Take Me for Granted" - 3:48
4. "Footprints on My Ceiling" - 5:09
5. "Nickels and Dimes" (Mike Ness/Jonny Wickersham) - 3:05
6. "I Wasn't Born to Follow" - 2:56
7. "Winners and Losers" - 4:45
8. "Faithless" (Mike Ness/Jonny Wickersham) - 3:02
9. "Live Before You Die" - 2:48
10. "Angel's Wings" (Mike Ness/Jonny Wickersham) - 4:59